# 칠천교
칠천교(七川橋)는 경상남도 거제시 하청면 어온리와 연초면 실전리를 연결하는 교량이다. 2000년 1월 1일 개통했다.

## 개요
1996년 12월 30일에 착공하여 2000년 1월 1일 준공식을 가졌다. 칠천교는 길이 455m, 폭 12m, 접속도로 869m, 총예산 210억원이 투자되었다.

## 관광
- 거제맹종죽테마공원

## 같이 보기
- 칠천량 해전
- 가조연륙교
- 칠천량